# Ladojskaïa (métro de Saint-Pétersbourg)
Ladojskaïa (en russe : Ла́дожская) est une station de la ligne 4 du Métro de Saint-Pétersbourg. Elle est située dans le raïon Krasnogvardeïski à Saint-Pétersbourg en Russie.
Mise en service en 1985, elle est desservie par les rames de la ligne 4 du métro de Saint-Pétersbourg.

## Situation sur le réseau

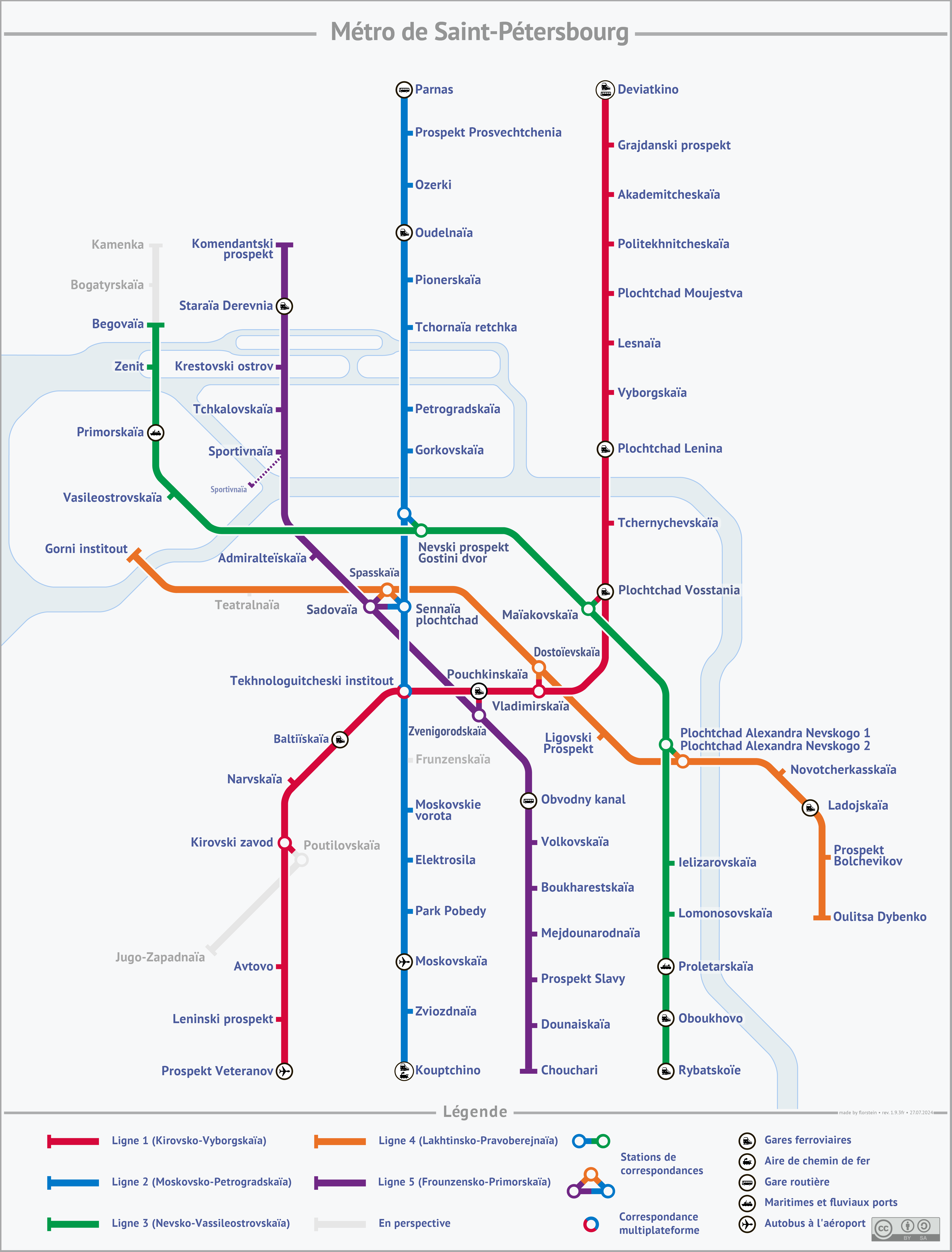
Plan du métro.

Établie en souterrain, à 61 mètres de profondeur,'Ladojskaïa est une station de passage de la ligne 4 du métro de Saint-Pétersbourg. Elle est située entre la station Novotcherkasskaïa, en direction du terminus ouest Spasskaïa, et la station Prospekt Bolchevikov en direction du terminus estOulitsa Dybenko.
La station dispose d'un quai central encadré par les deux voies de la ligne.

## Histoire
La station Ladojskaïa est mise en service le 30 décembre 1985, lors de l'ouverture à l'exploitation de la première section de la ligne de Plochtchad Alexandra Nevskogo 2 à Prospekt Bolchevikov.

## Services aux voyageurs

### Accès et accueil
La station dispose d'un pavillon d'accès en surface, il est en relation avec le quai par un tunnel en pente équipé de quatre escaliers mécaniquesref name="metro2Station"/>.

### Desserte
Ladojskaïa est desservie par les rames de la ligne 4 du métro de Saint-Pétersbourg.

Installations et desserte
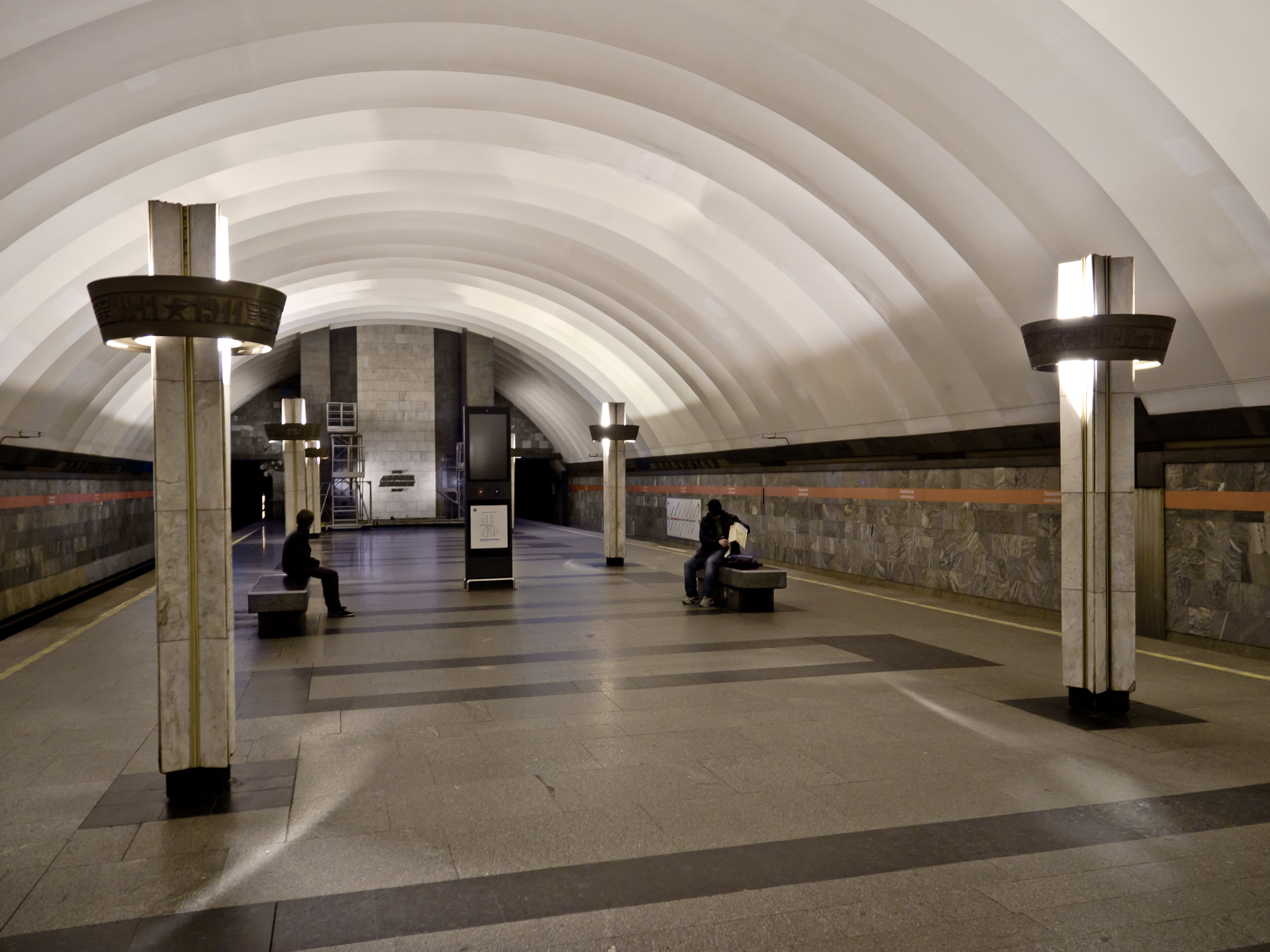
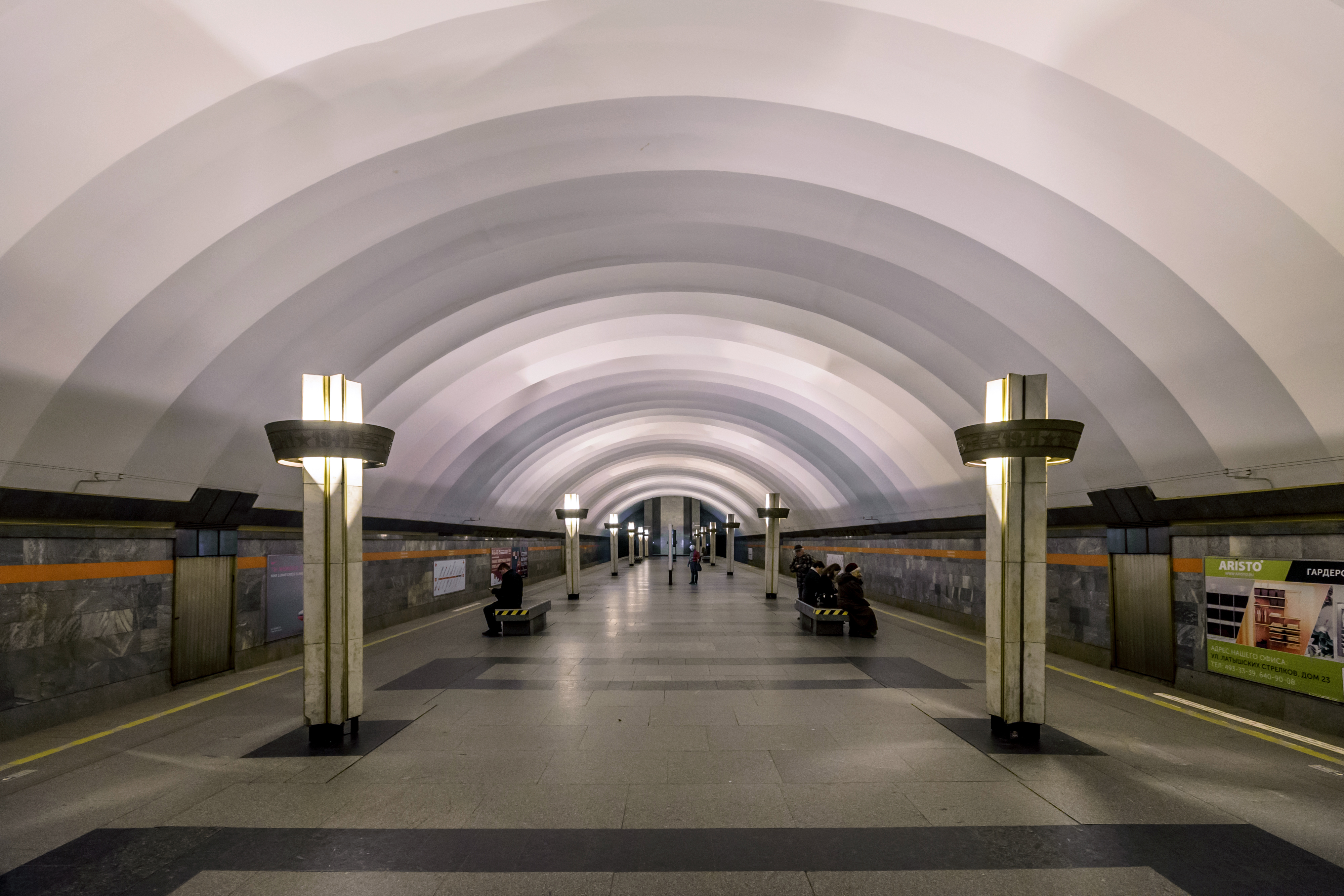
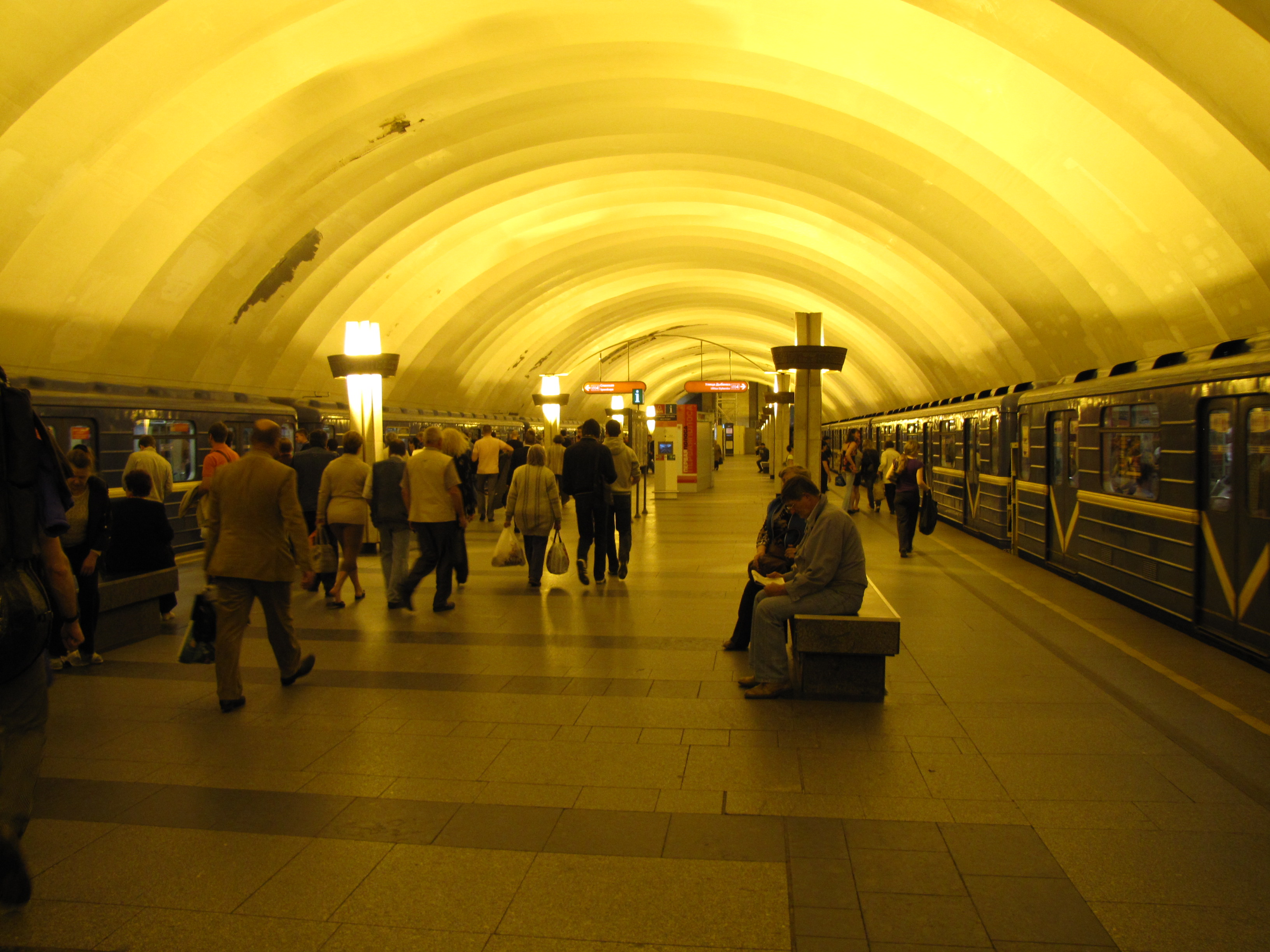

### Intermodalité
À proximité : une station du tramway de Saint-Pétersbourg est desservie par les lignes 8, 59, 63 et 64 ; un arrêt des trolleybus de Saint-Pétersbourg est desservi par la ligne 22 ; et des arrêts de bus sont desservis par plusieurs lignes.